# Maple Grove
Maple Grove är en stad i Hennepin County, Minnesota, USA. Maple Grove hade 61 567 invånare vid folkbokföringen 2010. Maple Grove fungerar som kulturellt, medicinskt och affärsmässigt centrum i nordvästra Minneapolis-Saint Paul. Ett av Minneapolisområdet större köpcentrum ligger här. 

## Historia
Winnebagoindianerna var de enda invånarna i området, tills 1851 då Louis Gervais kom till området och började bosätta sig. Fyra år senare, 1855 hade staden växt, och bestod av en kyrka, ett rådhus och flera bostadshus. Staden var känd för sina stora bestånd av lönn, och var därför en viktig källa för lönnsirap. 
Med slutförandet och stora uppgraderingar av vägarna 94, 694, 494 och U.S. Route 169 började Maple Grove växa i allt snabbare takt från 1970-talet och framåt. Maple Grove har blivit en av de mest folkrika städerna i Minneapolis-Saint Paul, och räknar sig som en av de snabbast växande städerna i USA.

## Geografi
Staden och dess omgivningar täcker enligt United States Census Bureau ett område på 90,73km2, varav 84,54km2 är land och 6,19km2 är vatten. 

## Demografi
2007 var genomsnittsinkomsten för olika hushåll i Maple Grove $76 111, medan genomsnittsinkomsten för en familj låg på $89 966. Männen hade genomsnittsinkomst på $52 187 medan kvinnorna i genomsnittsinkomst hade $37 021. Genomsnittsinkomsten per capita var $30 544 och ungefär 1,4% av alla invånare i staden levde under fattigdomsgränsen.  
Enligt folkbokföringen 2010 var de 61 567 människorna i staden fördelade på 22 867 hushåll. Av dem var 86,4% "vita", 4,2% afroamerikaner, 2,5% var latinamerikaner , 0,3% indianer, 6,2% var asiater, 0,8% kom från en annan "ras" och 2,2% kom från två eller fler "raser".